# Liste der Staatsoberhäupter 1910
Übersicht
◄◄ | ◄ | 1906 | 1907 | 1908 | 1909 | Liste der Staatsoberhäupter 1910 | 1911 | 1912 | 1913 | 1914 | ► | ►►

Weitere Ereignisse

## Afrika
- Ägypten (1882–1914 nominell Bestandteil des osmanischen Reiches, de facto britisches Protektorat)
  - Staatsoberhaupt: Khedive Abbas II. (1892–1914)
  - Regierungschef:
    - Ministerpräsident Boutros Ghali (1908–21. Februar 1910)
    - Ministerpräsident Muhammad Said Pascha (23. Februar 1910–1914, 1919)

  - Britischer Generalkonsul: Eldon Gorst (1907–1911)

- Äthiopien
  - Staats- und Regierungschef: Kaiser Menelik II. (1898–1913)

- Liberia
  - Staats- und Regierungschef: Präsident Arthur Barclay (1904–1912)

- Südafrika (seit 31. Mai 1910 unabhängig)
  - Staatsoberhaupt: König Georg V. (31. Mai 1910–1936)
    - Generalgouverneur: Herbert Gladstone, 1. Viscount Gladstone (31. Mai 1910–1914)

  - Regierungschef: Ministerpräsident Louis Botha (31. Mai 1910–1919) (1907–1910 Ministerpräsident von Transvaal)

## Amerika

### Nordamerika
- Kanada
  - Staatsoberhaupt:
    - König Eduard VII. (1901–6. Mai 1910)
    - König Georg V. (6. Mai 1910–1936)
      - Generalgouverneur: Albert Grey, 4. Earl Grey (1904–1911)

  - Regierungschef: Premierminister Wilfrid Laurier (1896–1911)

- Mexiko
  - Staats- und Regierungschef: Präsident Porfirio Díaz (1876–1880, 1884–1911)

- Neufundland
  - Staatsoberhaupt:
    - König Eduard VII. (1907–6. Mai 1910)
    - König Georg V. (6. Mai 1910–1934)
      - Gouverneur: Ralph Champneys Williams (1909–1913)

  - Regierungschef: Premierminister Edward Morris (1909–1917)

- Vereinigte Staaten von Amerika
  - Staats- und Regierungschef: Präsident William Howard Taft (1909–1913)

### Mittelamerika
- Costa Rica
  - Staats- und Regierungschef:
    - Präsident Cleto González Víquez (1906–8. Mai 1910, 1928–1932)
    - Präsident Ricardo Jiménez Oreamuno (1882–1885, 8. Mai 1910–1914, 1924–1928, 1932–1936)

- Dominikanische Republik
  - Staats- und Regierungschef: Präsident Ramón Cáceres (1905–1911)

- El Salvador
  - Staats- und Regierungschef: Präsident Fernando Figueroa (1907–1911)

- Guatemala
  - Staats- und Regierungschef: Präsident Manuel José Estrada Cabrera (1898–1920)

- Haiti
  - Staats- und Regierungschef: Präsident François C. Antoine Simon (1908–1911)

- Honduras
  - Staats- und Regierungschef: Präsident Miguel R. Dávila (1907–1911)

- Kuba
  - Staats- und Regierungschef: Präsident José Miguel Gómez (1909–1913)

- Nicaragua
  - Staats- und Regierungschef:
    - Präsident José Madriz (1909–28. August 1910) (kommissarisch)
    - Präsident José Dolores Estrada Morales (28. August 1910) (kommissarisch)
    - Präsident Juan José Estrada (28. August 1910–1911)

- Panama
  - Staats- und Regierungschef:
    - Präsident José Domingo de Obaldía (1908–1. März 1910)
    - Präsident Carlos Antonio Mendoza (1. März 1910–1. Oktober 1910) (kommissarisch)
    - Präsident Federico Boyd (1. Oktober 1910–5. Oktober 1910) (kommissarisch)
    - Präsident Pablo Arosemena Alba (5. Oktober 1910–1912) (kommissarisch)

### Südamerika
- Argentinien
  - Staats- und Regierungschef:
    - Präsident José Figueroa Alcorta (1906–12. Oktober 1910)
    - Roque Sáenz Peña (12. Oktober 1910–1914)

- Bolivien
  - Staats- und Regierungschef: Präsident Eliodoro Villazón Montaño (1909–1913)

- Brasilien
  - Staats- und Regierungschef:
    - Präsident Nilo Peçanha (1909–15. November 1910)
    - Präsident Hermes Rodrigues da Fonseca (15. November 1910–1914)

- Chile
  - Staats- und Regierungschef:
    - Präsident Pedro Montt Montt (1906–16. August 1910)
    - Präsident Elías Fernández Albano (16. August 1910–6. September 1910) (kommissarisch)
    - Präsident Emiliano Figueroa Larraín (6. September 1910–23. Dezember 1910, 1925–1927) (kommissarisch)
    - Präsident Ramón Barros Luco (23. Dezember 1910–1915)

- Ecuador
  - Staats- und Regierungschef: Präsident Eloy Alfaro (1883, 1895–1901, 1906–1911)

- Kolumbien
  - Staats- und Regierungschef:
    - Präsident Ramón González Valencia (1909–7. August 1910) (kommissarisch)
    - Präsident Carlos Eugenio Restrepo (7. August 1910–1914)

- Paraguay
  - Staats- und Regierungschef:
    - Präsident Emiliano González Navero (1908–25. November 1910, 1912) (kommissarisch)
    - Präsident Manuel Gondra (25. November 1910–1911, 1920–1921)

- Peru
  - Staatsoberhaupt: Präsident Augusto B. Leguía y Salcedo (1908–1912, 1919–1920) (1904–1907 Ministerpräsident)
  - Regierungschef:
    - Ministerpräsident Rafael Fernández de Villanueva Cortez (1909–14. März 1910)
    - Ministerpräsident Javier Prado y Ugarteche (14. März 1910–3. August 1910)
    - Ministerpräsident Germán Schreiber Waddington (3. August 1910–3. November 1910, 1914–1915)
    - Ministerpräsident José Salvador Cavero Ovalle (3. November 1910–27. Dezember 1910)
    - Ministerpräsident Enrique C. Basadre Stevenson (27. Dezember 1910–1911)

- Uruguay
  - Staats- und Regierungschef: Präsident Claudio Williman (1907–1911)

- Venezuela
  - Staats- und Regierungschef:
    - Präsident Juan Vicente Gómez (1909–19. April 1910, 1910–1914, 1922–1929, 1931–1935)
    - Präsident Emilio Constantino Guerrero (19. April 1910–29. April 1910) (kommissarisch)
    - Präsident Jesús Ramón Ayala (29. April 1910–3. Juni 1910) (kommissarisch)
    - Präsident Juan Vicente Gómez (1909–1910, 3. Juni 1910–1914, 1922–1929, 1931–1935)

## Asien

### Ost-, Süd- und Südostasien
- Bhutan
  - Herrscher: König Ugyen Wangchuk (1907–1926)

- China
  - Herrscher: Kaiser Puyi (1908–1912, nominell)
  - Regent: Zaifeng, Prinz Chun II. (1908–1911)

- Britisch-Indien
  - Kaiser:
    - Eduard VII. (1901–1910)
    - Georg V. (1910–1936)

  - Vizekönig:
    - Gilbert Elliot-Murray-Kynynmound (1905–1910)
    - Charles Hardinge (1910–1916)

- Japan
  - Staatsoberhaupt: Kaiser Mutsuhito (1852–1912)
  - Regierungschef: Premierminister Katsura Tarō (1908–1911)

- Nepal
  - Staatsoberhaupt: König Prithvi (1881–1911)
  - Regierungschef: Ministerpräsident Chandra Shamsher Jang Bahadur Rana (1901–1929)

- Siam (heute: Thailand)
  - Herrscher:
    - König Chulalongkorn (1868–23. Oktober 1910)
    - König Vajiravudh (23. Oktober 1910–1925)

### Vorderasien
- Persien (heute: Iran)
  - Staatsoberhaupt: Schah Ahmad Schah Kadschar (1909–1925)
  - Regierungschef: Ministerpräsident Mostowfi ol-Mamalek (1910–?)

### Zentralasien
- Afghanistan
  - Herrscher: Emir Habibullah Khan (1901–1919)

## Australien und Ozeanien
- Australien
  - Staatsoberhaupt:
    - König Eduard VII. (1901–6. Mai 1910)
    - König Georg V. (6. Mai 1910–1936)

  - Generalgouverneur: Earl William Ward (1908–1911)
  - Regierungschef:
    - Premierminister Alfred Deakin (1909–29. April 1910)
    - Premierminister Andrew Fisher (29. April 1910–1913)

- Neuseeland
  - Staatsoberhaupt:
    - König Eduard VII. (1901–6. Mai 1910)
    - König Georg V. (6. Mai 1910–1936)

  - Gouverneur:
    - Gouverneur: William Plunket (1907–1910)
    - Baron John Poynder Dickson (1910–1912)

  - Regierungschef: Premierminister Joseph Ward (1907–1912)

## Europa
- Andorra
  - Co-Fürsten:
    - Staatspräsident von Frankreich: Armand Fallières (1906–1913)
    - Bischof von Urgell: Juan Benlloch y Vivó (1907–1919)

- Belgien
  - Staatsoberhaupt: König Albert I. (1909–1934)
  - Regierungschef: Ministerpräsident Frans Schollaert (1908–1911)

- Bulgarien
  - Staatsoberhaupt: Zar Ferdinand I. (1887–1918) (bis 1908 Fürst)
  - Regierungschef: Ministerpräsident Aleksandar Malinow (1908–1911, 1918, 1931)

- Dänemark
  - Staatsoberhaupt: König Friedrich VIII. (1906–1912)
  - Regierungschef:
    - Ministerpräsident Carl Theodor Zahle (1909–4. Juli 1910, 1913–1920)
    - Ministerpräsident Klaus Berntsen (4. Juli 1910–1913)

- Deutsches Reich
  - Kaiser: Wilhelm II. (1888–1918)
    - Reichskanzler: Theobald von Bethmann Hollweg (1909–1917)

  - Anhalt
    - Herzog: Friedrich II. (1904–1918)
      - Staatsminister: Ernst von Laue (1910–1918)

  - Baden
    - Großherzog: Friedrich II. (1907–1918)
      - Staatsminister: Alexander von Dusch (1905–1917)

  - Bayern
    - König: Otto I. (1886–1913)
      - Regent: Prinzregent Luitpold (1886–1912)
        - Vorsitzender im Ministerrat: Clemens Freiherr von Podewils-Dürniz (1903–1912)

  - Braunschweig
    - Regent: Johann Albrecht Herzog zu Mecklenburg (1907–1913)

  - Bremen
    - Bürgermeister: Alfred Dominicus Pauli (1891) (1896) (1898) (1903) (1905) (1908) (1910)

  - Reichsland Elsaß-Lothringen
    - Kaiserlicher Statthalter: Karl Fürst von Wedel (1907–1914)
      - Staatssekretär des Ministeriums für Elsaß-Lothringen: Hugo Freiherr Zorn von Bulach (1908–1914)

  - Hamburg
    - Erster Bürgermeister: Max Predöhl (1910–1911) (1914) (1917)

  - Hessen-Darmstadt
    - Großherzog: Ernst Ludwig (1892–1918)
      - Präsident des Gesamtministeriums: Carl Ewald (1906–1918)

  - Lippe
    - Fürst: Leopold IV. (1905–1918)

  - Lübeck
    - Bürgermeister: Johann Georg Eschenburg (1905–1906, 1909–1910, 1913–1914)

  - Mecklenburg-Schwerin
    - Großherzog: Friedrich Franz IV. (1897–1918)
      - Staatsminister: Carl Graf von Bassewitz-Levetzow (1901–1914)

  - Mecklenburg-Strelitz
    - Großherzog: Adolf Friedrich V. (1904–1914)
      - Staatsminister: Heinrich Bossart (1908–1918)

  - Oldenburg
    - Großherzog: August II. (1900–1918)
      - Staatsminister: Friedrich Julius Heinrich Ruhstrat (1908–1916)

  - Preußen
    - König: Wilhelm II. (1888–1918)
      - Ministerpräsident: Theobald von Bethmann Hollweg (1909–1917)

  - Reuß ältere Linie
    - Fürst: Heinrich XXIV. (1902–1918)
      - Regent: Heinrich XXVII. (1908–1918)

  - Reuß jüngere Linie
    - Fürst: Heinrich XIV. (1867–1913)
      - Regent: Heinrich XXVII. (1908–1913)

  - Sachsen
    - König: Friedrich August III. (1904–1918)
      - Vorsitzender des Gesamtministeriums: Konrad Wilhelm von Rüger (1906–1910)
      - Vorsitzender des Gesamtministeriums: Victor Alexander von Otto (1910–1912)

  - Sachsen-Altenburg
    - Herzog: Ernst II. (1908–1918)

  - Sachsen-Coburg und Gotha
    - Herzog Carl Eduard (1900–1918)
    - Staatsminister Ernst von Richter (1905–1914)

  - Sachsen-Meiningen
    - Herzog: Georg II. (1866–1914)

  - Sachsen-Weimar-Eisenach
    - Großherzog: Wilhelm Ernst (1901–1918)

  - Schaumburg-Lippe
    - Staatsoberhaupt: Fürst Georg (1893–1911)
    - Regierungschef: Staatsminister Friedrich von Feilitzsch (1898–1918)

  - Schwarzburg-Rudolstadt
    - Fürst: Günther Victor (1890–1918)

  - Schwarzburg-Sondershausen (ab 1909 in Personalunion mit Schwarzburg-Rudolstadt)
    - Fürst: Günther Victor (1909–1918)

  - Waldeck und Pyrmont (seit 1968 durch Preußen verwaltet)
    - Fürst: Friedrich (1893–1918)
    - Preußischer Landesdirektor: Ernst Reinhold Gerhard von Glasenapp (1908–1914)

  - Württemberg
    - König: Wilhelm II. (1891–1918)
      - Präsident des Staatsministeriums: Karl von Weizsäcker (1906–1918)

- Finnland (1809–1917 autonomes Großfürstentum des Russischen Kaiserreichs)
  - Staatsoberhaupt: Großfürst Nikolaus II. (1894–1917)
    - Generalgouverneur: Franz Albert Seyn (1909–1917)

- Frankreich
  - Staatsoberhaupt: Präsident Armand Fallières (1906–1913)
  - Regierungschef: Präsident des Ministerrats Aristide Briand (1909–1911, 1913, 1915–1917, 1921–1922, 1925–1926, 1929)

- Griechenland
  - Staatsoberhaupt: König Georg I. (1863–1913)
  - Regierungschef:
    - Ministerpräsident Kyriakoulis Mavromichalis (1909–31. Januar 1910)
    - Ministerpräsident Stephanos Dragoumis (31. Januar 1910–19. Oktober 1910)
    - Ministerpräsident Eleftherios Venizelos (19. Oktober 1910–1915, 1915, 1917–1920, 1924, 1928–1932, 1932, 1933)

- Italien
  - Staatsoberhaupt:König Viktor Emanuel III. (1900–1946)
  - Regierungschef:
    - Ministerpräsident Sidney Sonnino (1906, 1909–31. März 1910)
    - Ministerpräsident Luigi Luzzatti (31. März 1910–1911)

- Liechtenstein
  - Staats- und Regierungschef: Fürst Johann II. (1858–1929)

- Luxemburg
  - Staatsoberhaupt: Großherzog Wilhelm IV. (1905–1912) (1902–1905 Regent)
    - Regentin: Maria Anna von Portugal (1908–1912)

  - Regierungschef: Premierminister Paul Eyschen (1888–1915)

- Monaco
  - Staats- und Regierungschef: Fürst Albert I. (1889–1922)

- Montenegro
  - Staatsoberhaupt: Fürst Nikola I. Petrović-Njegoš (1860–1918) (ab 28. August 1910 König)
  - Regierungschef: Ministerpräsident Lazar Tomanović (1907–1912)

- Neutral-Moresnet (1830–1915 unter gemeinsamer Verwaltung von Belgien und Preußen)
  - Staatsoberhaupt: König von Belgien Albert I. (1909–1915, 1918–1920)
    - Kommissar: Fernand Bleyfuesz (1889–1915, 1918–1920)

  - Staatsoberhaupt: König von Preußen Wilhelm II. (1888–1918)
    - Kommissar: Walter The Losen (1909–1918)

  - Bürgermeister: Hubert Schmetz (1885–1915)

- Niederlande
  - Staatsoberhaupt: Königin Wilhelmina (1890–1948)
  - Regierungschef: Ministerpräsident Theo Heemskerk (1908–1913)

- Norwegen
  - Staatsoberhaupt: König Haakon VII. (1905–1957)
  - Regierungschef:
    - Ministerpräsident Gunnar Knudsen (1908–2. Februar 1910, 1913–1920)
    - Ministerpräsident Wollert Konow (2. Februar 1910–1912)

- Osmanisches Reich
  - Staatsoberhaupt: Sultan Mehmed V. (1909–1918)
  - Regierungschef:
    - Großwesir Hüseyin Hilmi Pascha (1909, 1909–12. Januar 1910)
    - Großwesir İbrahim Hakkı Pascha (12. Januar 1910–1911)

- Österreich-Ungarn
  - Staatsoberhaupt: Kaiser Franz Joseph I. (1848–1916)
  - Regierungschef von Cisleithanien: Ministerpräsident Richard von Bienerth-Schmerling (1908–1911)
  - Regierungschef von Transleithanien:
    - Ministerpräsident Sándor Wekerle (1892–1895, 1906–17. Januar 1910, 1917–1918)
    - Ministerpräsident Károly Khuen-Héderváry (1903, 17. Januar 1910–1912)

- Portugal (seit 5. Oktober 1910 Republik)
  - Staatsoberhaupt:
    - König Manuel II. (1908–5. Oktober 1910)

  - Regierungschef:
    - Ministerpräsident Francisco António da Veiga Beirão (1909–26. Juni 1910)
    - Ministerpräsident António Teixeira de Sousa (26. Juni 1910–4. Oktober 1910)

  - Staats- und Regierungschef: Präsident der provisorischen Regierung Teófilo Braga (5. Oktober 1910–1911, 1915)

- Rumänien
  - Staatsoberhaupt: König Karl I. (1866–1914) (bis 1881 Fürst)
  - Regierungschef: Ministerpräsident Ion I. C. Brătianu (1909–1911, 1914–1918, 1918–1919, 1922–1926, 1927)

- Russland
  - Staatsoberhaupt: Zar Nikolaus II. (1894–1917)
  - Regierungschef: Ministerpräsident Pjotr Stolypin (1906–1911)

- San Marino
  - Capitani Reggenti:
    - Marino Borbiconi (1894–1895, 1898–1899, 1903–1904, 1909–1. April 1910, 1923–1924) und Giacomo Marcucci (1892–1893, 1899, 1902–1903, 1909–1. April 1910)
    - Alfredo Reffi (1906–1907, 1. April 1910–1. Oktober 1910, 1915–1916) und Giovanni Arzilli (1906–1907, 1. April 1910–1. Oktober 1910, 1916–1917)
    - Giovanni Belluzzi (1906, 1. Oktober 1910–1911) und Luigi Lonfernini (1. Oktober 1910–1911, 1915–1916)

  - Regierungschef:
    - Liste der Außenminister San Marinos Domenico Fattori (1855–13. März 1910)
    - Außenminister Menetto Bonelli (13. März 1910–1918)

- Schweden
  - Staatsoberhaupt: König Gustav V. (Schweden) (1907–1950)
  - Regierungschef: Ministerpräsident Arvid Lindman (1906–1911, 1918–1930)

- Schweiz[1]
  - Bundespräsident: Robert Comtesse (1904, 1910)
  - Bundesrat:
    - Adolf Deucher (1883–1912)
    - Eduard Müller (1895–1919)
    - Ernst Brenner (1897–1911)
    - Robert Comtesse (1900–1912)
    - Marc-Emile Ruchet (1900–1912)
    - Ludwig Forrer (1903–1917)
    - Josef Anton Schobinger (1908–1911)

- Serbien
  - König Peter I. Karadjordjevic (1903–1918)
  - Regierungschef: Ministerpräsident Nikola Pašić (1891–1892, 1904–1905, 1906–1908, 1909–1911, 1912–1918) (1918, 1921–1924, 1924–1926 Ministerpräsident des Königreichs der Kroaten, Serben und Slowenen)

- Spanien
  - Staatsoberhaupt: König Alfons XIII. (1886–1941)
  - Regierungschef:
    - Ministerpräsident Segismundo Moret Prendergast (1905–1906, 1906, 1909–9. Februar 1910)
    - Ministerpräsident José Canalejas Méndez (9. Februar 1910–1912)

- Vereinigtes Königreich:
  - Staatsoberhaupt:
    - König Eduard VII. (1901–6. Mai 1910)
    - König Georg V. (6. Mai 1910–1936)

  - Regierungschef: Premierminister Herbert Henry Asquith (1908–1916)